# 壺井栄文学館
壺井栄文学館（つぼいさかえぶんがくかん）は香川県小豆郡小豆島町（小豆島）にある文学館。二十四の瞳映画村内にある。

## 概要
「二十四の瞳」の原作者としてしられる小豆島出身の小説家壺井栄の顕彰を目的として開設された。
館内では、東京都中野区にあった壺井栄の旧邸の内部（いろりの間、応接の間）などを再現しているほか、小説「二十四の瞳」の生原稿や出版物、調度品や生前愛用していた品々を展示。 また小豆島所縁の小説家黒島伝治と、栄の夫で詩人の壺井繁治の書簡等も展示している。

## 利用情報
- 入村時間 - 9:00～17:00（但し、11月のみ08:30～17:00）
- 休村日 - なし
- 所在地 - 〒761-4424 香川県小豆島町田浦甲931

## 交通アクセス
- 高松港からフェリーで池田港、池田内科クリニック(池田港)から小豆島オリーブバス田ノ浦映画村線、坂手線で49分、「二十四の瞳映画村」下車、徒歩すぐ
- 神戸新港第三突堤からジャンボフェリーで坂手港へ。坂手港からかんかけタクシーまたは小豆島オリーブバス田ノ浦映画村線、坂手線で13分、「二十四の瞳映画村」下車、徒歩すぐ
- ※坂手港線は一日一便のみなので注意